# 王元逵
王元逵（812年—854年12月27日），字茂远，唐代回紇阿布思人，成德節度使王廷湊之子，後繼任。

## 生平
幼讀詩書，文宗太和八年（834年）王廷湊病逝，军中拥立元逵為成德節度使，元逵一改其父驕橫跋扈，奉行書詔，對朝廷十分恭敬，贡赋不絕。
文宗開成二年（837年），元逵入朝奉侍，下詔以絳王李悟之女壽安公主嫁之。李商隐對此不满，以《寿安公主出降》为题作诗譏諷。

沩水闻贞媛，常山索锐师。
昔忧迷帝力，今分送王姬。
事等和强虏，恩殊睦本枝。
四郊多垒在，此礼恐无时。

武宗會昌四年（844年），奉詔為澤潞北面招討使，協同劉沔、王茂元一起攻討劉稹，史稱「澤潞之戰」，王元逵攻宣务栅（在今河北隆尧西北），并在尧山（今河北完县西北）击败刘稹。
大中九年（854年）正月甲申卒，赠封太师，谥忠。其子王紹鼎自稱留後。

## 子女
- 王绍鼎，母寿安公主，任镇冀深赵等州观察处置等使、云麾将军、守左金吾卫大将军员外置同正员、检校兵部尚书、兼镇州大都督府长史、御史大夫
- 王绍烈，母非寿安公主，任右散骑常侍、赵州刺史
- 王绍懿，母寿安公主，任御史中丞、深州刺史
- 王氏（840-868），母寿安公主，嫁赵州防御使李守宏
- 王绍孚，检校左散骑常侍、右神武大将军知军事。史载为王绍鼎弟，但不见于新唐书世系表和王元逵墓志，疑为王元逵从子。

## 延伸阅读
[在维基数据编辑]
 《新唐書·卷211》，出自《新唐書》